# ويليام بينكني ماسون
ويليام بينكني ماسون (بالإنجليزية: William Pinckney Mason)‏ هو ضابط أمريكي، ولد في 10 يناير 1843 في الإسكندرية في الولايات المتحدة، وتوفي في 16 ديسمبر 1922 في روكفيل في الولايات المتحدة.